# Phragmatobia urania
Phragmatobia urania là một loài bướm đêm thuộc phân họ Arctiinae, họ Erebidae.